# Walter Baade
Walter Baade (Schröttinghausen, 24. ožujka 1893. – Göttingen, 25. lipnja 1960.), njemački astronom. Djelovao u Hamburgu, potom (od 1931. do 1959.) u zvjezdarnicama Mount Wilson i Mount Palomar (SAD). Istraživao Mliječnu stazu i građu drugih galaktika, te uveo pojam populacija zvijezda. Otkrio je da postoje dvije vrste cefeida, što mu je omogućilo da nanovo izračuna njihove udaljenosti. Utvrdio je sustavnu pogrešku u ranijem određivanju udaljenosti svemirskih tijela s pomoću cefeida, zbog čega je 1950-tih trebalo podvostručiti udaljenosti galaktika i razmjere cijeloga svemira. Početkom 1952. prepoznao je supernove kao novu vrstu zvijezda. Otkrio je 10 planetoida (asteroida): Ganimed (1036 Ganymed), Hidalgo (944 Hidalgo), Ikar (1566 Icarus) i druge.

## Populacija zvijezda
Populacija zvijezda je zvjezdana skupina određena sukladno udjelu metala u kemijskom sastavu zvijezde i prostornom položaju u galaktici. Populaciju I čine mlade zvijezde s udjelom metala od 2 do 4%, smještene u spiralnim krakovima galaktike, koje se oko središta galaktike gibaju pravilnim eliptičnim putanjama. Sunce se ubraja u starije zvijezde te populacije. Populaciju II čine starije zvijezde s malim udjelom metala (0.1%), smještene u galaktičkom halou, koje se oko galaktičkoga središta gibaju eliptičnim stazama u svim ravninama. Njima pripadaju zvijezde kuglastih zvjezdanih skupova, RR-liride, W Virginis i dugoperiodične promjenljive zvijezde. Nastale su u prvoj milijardi godina postojanja svemira, kada još nije bio oblikovan galaktički disk. Populacijom III smatraju se velike iščezle zvijezde koje su nastale u doba kada u svemiru nije bilo metala. Metali su u njima stvoreni nuklearnim reakcijama i raspršeni u svemir eksplozijama. Populacija III danas može sadržavati samo neutronske zvijezde i crne rupe.

## Cefeide
Cefeide (prema Delti Cefeja, prvoj otkrivenoj zvijezdi te vrste) su velike sjajne zvijezde (100 do 20 000 puta sjajnije od Sunca) kojima se sjaj pravilno periodično mijenja u skladu s promjenom obujma (volumena) i površinske temperature. Krivulja sjaja pokazuje brži porast nego pad. Otkriće Henriette Leavitt da sjajnije zvijezde sporije pulsiraju omogućilo je određivanje udaljenosti zvjezdanih skupova i galaktika s pomoću cefeida. Dijele se na klasične cefeide (cefeide I, prve populacije) i na cefeide II (druge populacije).

### Klasične cefeide
Klasične cefeide nalaze se u spiralnim krakovima galaktika, građene su od tvari bogate metalima (pripadaju zvjezdanoj populaciji I), masa im je 4 do 20 puta veća od Sunčeve, 400 do 100 000 puta su sjajnije, promjer im se tijekom pulsiranja mijenja za 25%, period pulsiranja može biti između 1 i 70 dana, a sjaj im se mijenja za 0.5 do 2 magnitude. Što su sjajnije, period pulsiranja im je dulji. U Mliječnoj stazi otkriveno je više od 700 klasičnih cefeida, a u drugim galaktikama nekoliko tisuća. Klasična cefeida najbliža Zemlji je Sjevernjača.

### Cefeide II ili W Virginis
Cefeide II ili W Virginis nalaze se u središtima i haloima galaktika, građene su od tvari siromašne metalima (pripadaju zvjezdanoj populaciji II). Kao i klasične cefeide, što su sjajnije (100 do 5000 puta sjajnije od Sunca), period pulsiranja im je dulji (1 do 50 dana), međutim, za jednake periode sjaj im je u odnosu na klasične cefeide manji za 1.5 do 2 magnitude.

## Supernove
Supernove su zvijezde u eksploziji, kojima se sjaj tijekom nekoliko tjedana poveća i za 20 magnituda, te u svemir velikom brzinom, bliskom brzini svjetlosti, odbacuju velik dio svoje tvari. Velika količina oslobođene energije (zračenje supernove neko je vrijeme usporedivo sa zračenjem cijele galaktike) omogućava sintezu elemenata masivnijih od željeza. U središtu nakon eksplozije ostaje, ovisno o preostaloj masi, neutronska zvijezda ili crna rupa. Prema vrsti spektra i uzroku eksplozije razlikuju se supernove prve vrste (tip I) i supernove druge vrste (tip II).

### Supernove prve vrste
Supernove prve vrste su supernove kojima spektri ne sadrže linije vodika. Bilježe se u starim populacijama zvijezda, galaktičkom halou. Nastaju kad u bliskom dvojnom sustavu zvijezda, u kojem je jedna zvijezda bijeli patuljak, druga zvijezda dođe u fazu crvenoga diva i njezina se tvar počne prelijevati na bijeloga patuljka. Do eksplozije bijeloga patuljka dolazi kada njegova masa nadmaši Chandrasekharovu granicu (Subrahmanyan Chandrasekhar) ili, rjeđe, ako se dvije zvijezde približe i spoje i njihova zajednička masa nadmaši Chandrasekharovu granicu.

### Supernove druge vrste
Supernove druge vrste su supernove kojima spektri sadrže linije vodika. Bilježe se u mlađim populacijama zvijezda, galaktičkom disku. Nastaju pri eksploziji zvijezda velikih masa (više od 8 Sunčevih masa) koje su iscrpile svoje nuklearno gorivo. Zvijezda kojoj je u jezgri preostalo samo željezo naglo se stišće i zagrijava (stvaranje atoma masivnijih od željeza apsorbira energiju pa se zvijezda ne može suprotstaviti djelovanju gravitacijske sile). Kada se jezgra zvijezde stisne na gustoću jezgre atoma, stiskanje se zaustavlja, stvara se val koji se počinje gibati prema vanjskim slojevima zvijezde te dolazi do sudara i eksplozije.
Prema obliku krivulje sjaja supernove prve vrste (tip I) mogu se podijeliti na tri podvrste (a, b i c), a supernove druge vrste (tip II) na četiri podvrste (b, L P i n).
Pojave supernova zabilježili su kineski astronomi 1054. u zviježđu Biku (ostatak je maglica Rakovica), Tycho Brahe 1572. u zviježđu Kasiopeji (ostatak je radioizvor Cassiopeia A) i Johannes Kepler 1604. u zviježđu Zmijonoscu. U prosjeku se u galaktikama poput naše pojavljuje po jedna supernova svakih stotinu godina. Označuju se kraticom, godinom pojave i redoslijedom pojave; na primjer kratica SN 1987A označava da se ta supernova (SN) pojavila prva (slovo A) u 1987. godini.
Zbog velikoga sjaja supernove služe za utvrđivanje udaljenosti galaktika u kojima se nalaze, posebno one prve vrste (tip Ia) koje, zbog toga što su svi bijeli patuljci međusobno slični, postižu podjednaki najveći sjaj (apsolutne magnitude – 19).

## Asteroidi ili planetoidi
Asteroidi ili planetoidi su kamena ili metalna nebeska tijela promjera većeg od 1 metar, koji samostalno ili u skupini sličnih tijela obilaze oko Sunca. Većina planetoida obilazi Sunce u glavnom planetoidnom pojasu (asteroidni pojas) između Marsa i Jupitera, dio prilazi Suncu bliže od Marsa (Amori) i Zemlje (Apoloni) i nazivaju se Zemlji bliski asteroidi, dio se giba u putanji Jupitera ili drugih planeta (Trojanci). U usporedbi s planetima mnogo su manji i najčešće nepravilnog oblika. Nastali su od ostataka protoplanetarne tvari koja se nije pripojila planetima za vrijeme stvaranja sustava iz protoplanetarnog diska. Najčešće kruže oko matične zvijezde vlastitom putanjom ili kao prirodni sateliti (mjeseci) većih planeta. Neke od njih nalazimo vezane gravitacijskim silama uz planete, u grupama koje orbitiraju u putanji planeta, ispred ili iza. Iako se donedavno mislilo drukčije, otkriveno je da asteroidi mogu imati vlastite mjesece kada je u orbiti oko asteroida 243 Ida pronađen satelit nazvan Dactyl. Do sada ih je otkriveno blizu 80 000, a oko 11 000 ih je dobilo službena imena - redni broj i ime. Procjenjuje se da bi ih u našem sustavu moglo biti nekoliko milijuna.
Prema spektralnoj analizi odrazne svjetlosti planetoidi se mogu podijeliti na ugljikove (C), kojih je oko 75% i sadrže tamne ugljikove spojeve, metalne (M), kojih je oko 8%, i silikatne (S), kojih je oko 17%. U Hrvatskoj, u Zvjezdarnici Višnjan, otkriveno je nekoliko tisuća planetoida. Teleskopom se ni najvećemu planetoidu ne vidi tijelo, pa im se promjeri mjere posredno, prilikom okultacija zvijezda ili iz sjaja uz procijenjeni albedo. S pomoću svemirskih letjelica snimljeni su 433 Eros, 951 Gaspra, 243 Ida, 25143 Itokawa, 253 Mathilde i drugi. Trans-neptunski objekti ili nebeska tijela koja su dalja od Neptuna obično se ne smatraju planetoidima.

### Ganimed
Ganimed (1036 Ganymed), najveći planetoid iz skupine Amora, koji je 23. listopada 1924. otkrio Walter Baade. Po izduženoj putanji (perihel 1.233 AJ, afel 4.091 AJ) nagnutoj s obzirom na ekliptiku 26.644° obilazi Sunce za 4.34 godine. Promjer mu je oko 32 kilometra. Okreće se oko svoje osi s periodom od 10.29 sati. Nazvan je po Ganimedu, Zeusovu peharniku.

### Hidalgo
Hidalgo (944 Hidalgo) je planetoid koji je 31. listopada 1920. otkrio Walter Baade. Po iznimno izduženoj putanji (perihel 1.951 AJ, afel 9.539 AJ) nagnutoj u odnosu na ekliptiku (inklinacija 42.567°) obilazi Sunce za 13.77 godina. Tradicionalno se smatra planetoidom iako bi po svojstvima putanje trebao biti u skupini Kentaura. Okreće se oko svoje osi s periodom od 0.419 dana. Promjer mu je oko 38 km. Površina mu je tamna (albedo 0.06). Nazvan je po meksičkom narodnom junaku Miguel Hidalgo y Costilla.

### Ikar
Ikar (1566 Icarus) je planetoid koji pripada skupini Apolona; otkrio ga je Walter Baade 27. srpnja 1949. Po izduženoj putanji (perihel 0.186 AJ, afel 1.969 AJ) nagnutoj na ekliptiku (inklinacija 22.83°) obilazi Sunce za 408.76 dana. Promjer mu je oko 1.4 km. Nazvan je po Ikaru, letaču iz grčke mitologije koji se previše približio Suncu.